# 상경용천부 궁성
상경용천부 궁성은  고구려의 안학궁과 비슷한 구조가 특징으로, 배치상태, 건물형식 등 고구려 안학궁의 그것과 닮았다. 즉, 발해 상경성 궁성 건축은 고구려를 참고한 특징을 유지했다. 
상경 용천부 외성 북쪽 중앙에 자리잡고 있는 궁성은, 그 평면이 장방형이며 둘레는 3,986m(동벽 900m, 서벽940m, 남벽 1,050m, 북벽 1,096m)이다. 성벽은 황성이나 외성의 것과 같으며, 현재 남은 높이는 3~4m이다. 궁성은 중심구역과 동, 서, 북쪽의 4개 구역으로 나누었다. 중심구역에는 궁전들이 집중되어 있으며, 그 밖의 구역들에는 궁성의 부속시설들이 배치되었다. 궁성의 정원터는 동쪽 구역에 있다. 궁성의 남문은 높이 4~5m 축대 위에 세웠다. 영안한지에서 오봉루라 한 것이다. 남문에는 양쪽에 결문이 달렸다. 북문은 북쪽 성벽 중앙에 위치하며, 동문은 정원터로 통할 수 있게 동쪽 성벽 남쪽에 냈다. 서문도 있었을 것으로 보인다. 
중심구역에서는 37개의 궁전 터들이 확인되었다. 그 둘레는 2680m이며 동서벽 각각 720m, 남북벽 각각 620m이다. 중심구역은 다시 중구와 동구, 서구로 구분되었다. 중구에는 총 7개의 궁전터가 있으며 현재 모두 5개가 확인되어, 그 중 중심축 상에 있는 영안현지에서 오중전이라고 한 것이며, 이 궁성의 기본 궁전들이다. 정면 11칸, 측면 4칸의 제 1궁전터 기단의 동서 길이는 약 56m, 남북 너비는 약 24m이다. 
제 2궁전의 규모가 특별한데, 돌로 된 기단의 크기가 정면 120m, 측면 30m 정도이다. 1, 2 궁전은 기본정전이었다. 4궁전터와 4궁전 서전터에는 구들 시설이 있고, 화려한 녹유장식기와들이 많이 나온 것으로 보아 침전이었던 것이 확실하다. 2궁전 동쪽에서구침전 터와, 도자기가리터 등이 있는 것으로 보아 여기에 관리시설들이 있었던 것으로 추정된다.